# Гнедич, Николай Иванович
Никола́й Ива́нович Гне́дич (2 (13) февраля 1784, Полтава — 3 (15) февраля 1833, Москва или Санкт-Петербург) — русский поэт, наиболее известный как переводчик на русский язык «Илиады».

## Биография
Родился 2 (13) февраля 1784 года в Полтаве. Родители его, небогатые потомки старинного малороссийского дворянского рода, рано умерли. В детстве Гнедич переболел оспой, которая не только изуродовала его лицо, но и лишила правого глаза.

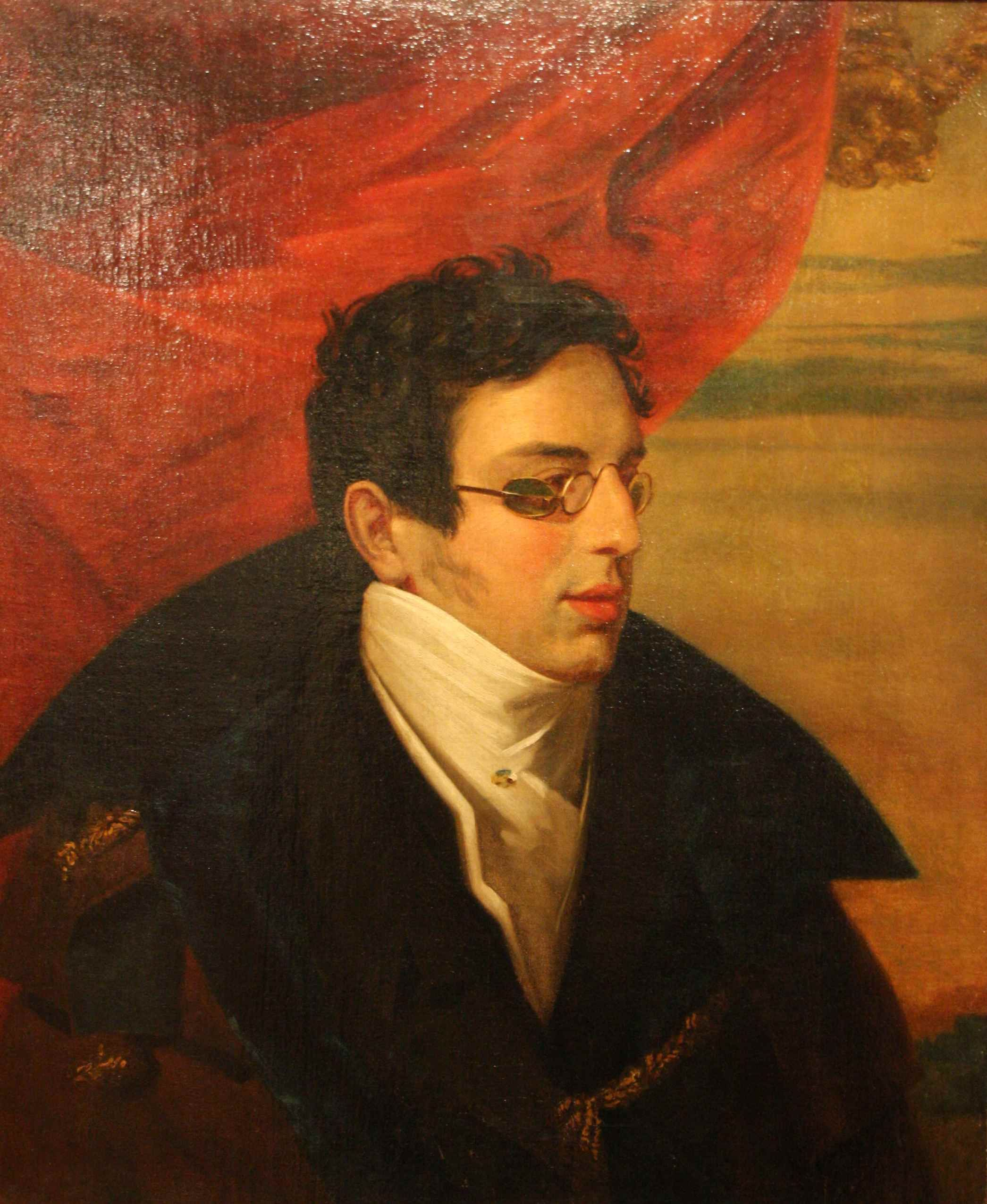
Николай Иванович Гнедич
Портрет работы Ореста Кипренского (1826—1828)

В 1793 году он был помещён в Полтавскую духовную семинарию. Через пять лет вышло распоряжение о переводе семинарии из Полтавы в Новомиргород, но отец, Иван Петрович Гнедич, отправил сына в Харьковский коллегиум. В марте 1800 года, по окончании коллегиума, Гнедич приехал в Москву. Здесь он, временно, вместе со своим приятелем по коллегиуму Алексеем Юшневским, был помещён пансионером в университетский Благородный пансион, в марте 1800 года стал студентом на философском факультете Московского университета. Во время обучения близко сошёлся с будущим декабристом А. П. Юшневским, тесно общался с профессором Х. А. Чеботарёвым. С. П. Жихарев вспоминал о Гнедиче как о «добром, миролюбивом, умном человеке», который «замечателен был неутомимым своим прилежанием и терпением, любовью к древним языкам и страстью к некоторым трагедиям Шекспира и Шиллера…». Из-за недостатка средств Гнедич не смог окончить курса и 30 декабря 1802 (11 января 1803) уволился из Московского университета. После этого он переехал в Санкт-Петербург, где поступил на должность писца в департамент министерства народного просвещения.

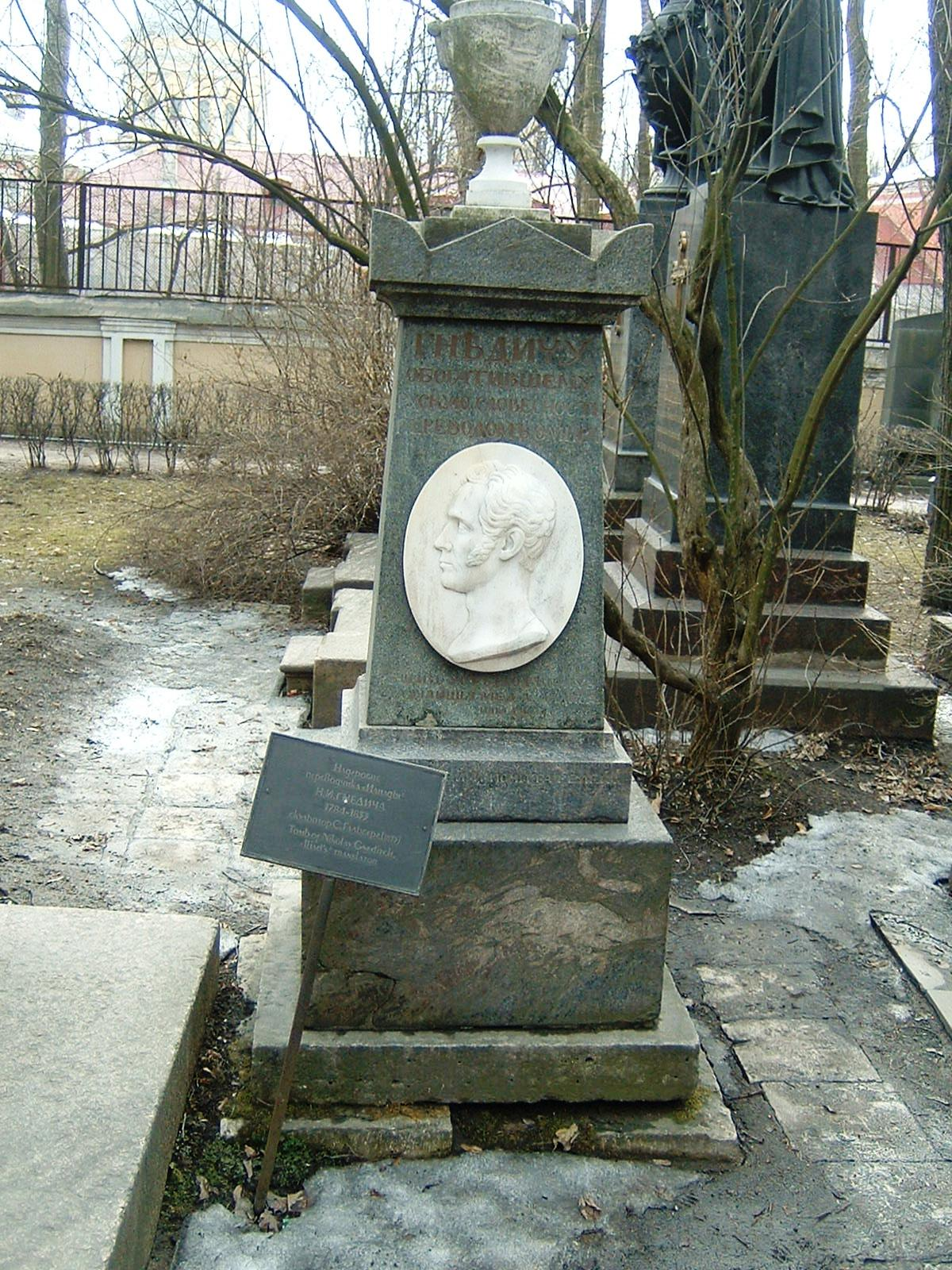
Могила Н. И. Гнедича

Стихи Гнедича, оригинальные и переводные, равно как искусное чтение, открыли перед ним дома графа Строганова и А. Н. Оленина. Благодаря его покровительству Гнедич в 1811 году был избран в члены Российской Академии и назначен помощником библиотекаря публичной библиотеки (1811—1826), затем библиотекарем (1826—1830). Заведовал отделением греческих книг. В 1830 году Гнедич уволился со службы в библиотеке и занялся творческой и издательской деятельностью.
Гнедич активно сотрудничал с литературными журналами, общался с К. Н. Батюшковым, И. П. Пниным, А. Н. Радищевым, Д. И. Языковым. Переводил французские пьесы (Вольтера, Расина), трагедии Шекспира. Ещё в университете Гнедичу была свойственна специфическая манера речи, за которую «…его прозвали (фр. l'étudiant aux échasses — студент на ходулях) или просто ходульником, поскольку он любил говорить возвышенно и всякому незначительному обстоятельству и случаю придавал какую-то важность». В Санкт-Петербурге Гнедич, прославившийся своей эмоциональной манерой чтения стихов, даже давал уроки особой напевной декламации для Е. С. Семёновой.
В 1808 году Гнедич опубликовал переводы «Илиады» александрийским стихом, однако позднее выступил в защиту гекзаметра как наилучшего размера для перевода поэмы (1813). Гекзаметрические переводы «Илиады» были опубликованы с 1813 по 1826 год. Полное издание «Илиады» было опубликовано в 1826 году. Работа Гнедича над «Илиадой» рассматривалась современниками как своего рода творческий подвиг, этот труд считался главной заслугой Гнедича как поэта.
В 1818 году был избран почётным членом Вольного общества любителей российской словесности, в 1821 году — действительным членом общества, а вскоре стал его вице-президентом.
Член-корреспондент Санкт-Петербургской академии наук (1826).
В 1825 году ездил лечиться на кавказские минеральные воды. В 1831 году врачи убедили его ехать в Москву на искусственные минеральные воды.
Н. И. Гнедич умер от гриппа 3 (15) февраля 1833 года. Похоронен на Тихвинском кладбище Александро-Невской лавры. В 1844 году рядом с ним был похоронен И. А. Крылов, завещавший похоронить себя рядом со своим лучшим другом и сослуживцем по Публичной библиотеке. Над могилой Н. И. Гнедича воздвигнут памятник с надписью: «Гнедичу, обогатившему русскую словесность переводом Омира. Речи из уст его вещих сладчайшие меда лилися Илиада II. I. С. 249 От друзей и почитателей».

## Творчество
Из оригинальных произведений Гнедича лучшим считается идиллия «Рыбаки», где имеется классическое описание петербургских белых ночей, цитируемое Пушкиным в примечании к «Евгению Онегину». Искренностью и глубокой грустью веет от нескольких его лирических пьес:
- «Перуанец к испанцу»,
- «Общежитие»,
- «Красоты Оссиана»,
- «На гробе матери»,
- «К другу».

Прозаические сочинения Гнедича обнаруживают большое образование и вкус, а сделанный им перевод простонародных новогреческих песен замечателен по чистоте и силе языка.

## «Илиада»
Славу Гнедичу принёс перевод «Илиады». До него «Илиада» была переведена дважды прозой, в 1787 году были напечатаны первые шесть песен «Илиады» в стихотворном переложении Ермила Кострова, сделанном александрийскими стихами.
Гнедич решился продолжать дело Кострова и в 1809 году издал в свет 7-ю песню «Илиады», переведённую тем же размером. В 1813 году, когда Гнедич дописывал уже 11-ю песнь, С. С. Уваров обратился к нему с письмом, в котором доказывал превосходство гекзаметра над александрийским стихом. Письмо это вызвало возражения В. В. Капниста, А. Ф. Воейкова и других: до этого времени гекзаметр в своих стихах использовал только В. К. Тредиаковский, слог которого считался трудным и далёким от совершенства. Пока шёл спор, возможен или невозможен русский гекзаметр, Гнедич, по собственному выражению, «имел смелость отвязать от позорного столба стих Гомера и Вергилия, привязанный к нему Тредиаковским».
Слышу умолкнувший звук божественной эллинской речи;

Старца великого тень чую смущенной душой.

(«На перевод Илиады»)

Крив был Гнедич-поэт, преложитель слепого Гомера,

Боком одним с образцом схож и его перевод.

(«К переводу Илиады»)
Гнедич уничтожил переведённые песни, стоившие ему шести лет упорного труда. Только в 1829 году вышло полное издание «Илиады» размером подлинника. Перевод был очень одобрительно встречен лучшими писателями, в особенности Пушкиным. Впоследствии В. Г. Белинский писал, что «постигнуть дух, божественную простоту и пластическую красоту древних греков было суждено на Руси пока только одному Гнедичу» и ставил его гекзаметры выше гекзаметров В. А. Жуковского.
Тем не менее, некоторые исследователи, как например Б. И. Ордынский и А. Д. Галахов, считали, что «Илиада» в переводе Гнедича, изобилующем архаизмами, потеряла свою простоту, представлена в приподнято-торжественном, риторическом стиле. Несомненные достоинства перевода Гнедича — в точной передаче подлинника, силе и яркой образности языка.
Во время этой работы Гнедич использовал труд Петра Екимова, который перевёл с греческого в прозе «Омировых творений две части», содержащие в себе 12 песен «Илиады».

## Адреса в Санкт-Петербурге
- С 1810-х до 1831 — дом Императорской публичной библиотеки, Садовая улица, 20.
- С 1831 до смерти — доходный дом Оливье, Пантелеймоновская улица, д. 5.